# Incaspiza ortizi
El incaspiza aligrís, fringilo–inca de ala gris o semillero inca de alas grises  (Incaspiza ortizi) es una especie de ave paseriforme de la familia Thraupidae (anteriormente situado en Emberizidae), perteneciente al género Incaspiza. Es endémico de Perú. 

## Distribución y hábitat
Se distribuye de forma discontinua en el noroeste de Perú, desde el noreste de Piura hasta el alto valle del río Marañón en el sur de Cajamarca.
Esta especie es considerada poco común y local en su hábitat natural: los matorrales de montañas áridas con bromelias terrestres y grandes cactus, entre 1800 y 2300 m de altitud.

## Estado de conservación
El incaspiza aligrís había sido calificado como vulnerable por la Unión Internacional para la Conservación de la Naturaleza (IUCN) hasta el año 2016, pero la descubierta de nuevos locales ha expandido considerablemente su zona de distribución, y aunque su zona y población continuen pequeñas, actualmente se lo califica como preocupación menor.

## Sistemática

### Descripción original
La especie I. ortizi fue descrita por primera vez por el ornitólogo estadounidense John Todd Zimmer en 1952 bajo el mismo nombre científico; su localidad tipo es: «cerca de La Esperanza, 1800 m, Cajamarca, Perú». El holotipo, una hembra adulta, colectada el 24 de abril de 1951, se encuentra depositado en el Museo Americano de Historia Natural bajo el número AMNH 748395.

### Etimología
El nombre genérico femenino Incaspiza es una combinación de Incas, la civilización nativa de Perú, y de la palabra del griego «σπιζα spiza» que es el nombre común del pinzón vulgar; y el nombre de la especie «ortizi» conmemora al ornitólogo peruano Javier Ortíz de la Puente (fl. 1951).

### Taxonomía
Es monotípica. Los amplios estudios filogenéticos recientes demuestran que la presente especie es hermana de Incaspiza personata, y el par formado por ambas es hermano de I. pulchra.